# Rhodomantis pulchella
Espèce
Synonymes
- Pseudomantis pulchellus Tepper, 1904[1]
- Truxomantis kimberleyensis Sjöstedt, 1918[1]

Rhodomantis pulchella est une espèce de mantes de la famille des Mantidae.

## Systématique
Cette espèce a été décrite initialement par Johann Tepper (d) en 1904 sous le protonyme de Pseudomantis pulchellus, à partir d'un spécimen collecté dans les environs d'Adélaïde dans le Sud de l'Australie.

## Description
L'holotype de Rhodomantis pulchella, une femelle, mesure 52 mm. Sa coloration générale est gris pâle tirant sur le brun. Son abdomen est brun pâle.

## Publication originale
- (en) J. G. O. Tepper, « Descriptions of some new species of Orthoptera from north-western South Australia. No. 1 », Transactions of the Royal Society of South Australia, Taylor & Francis, vol. 28,‎ 1904, p. 162-167 (ISSN 0372-1426 et 2204-0293, lire en ligne).